# Isamu Yoshii

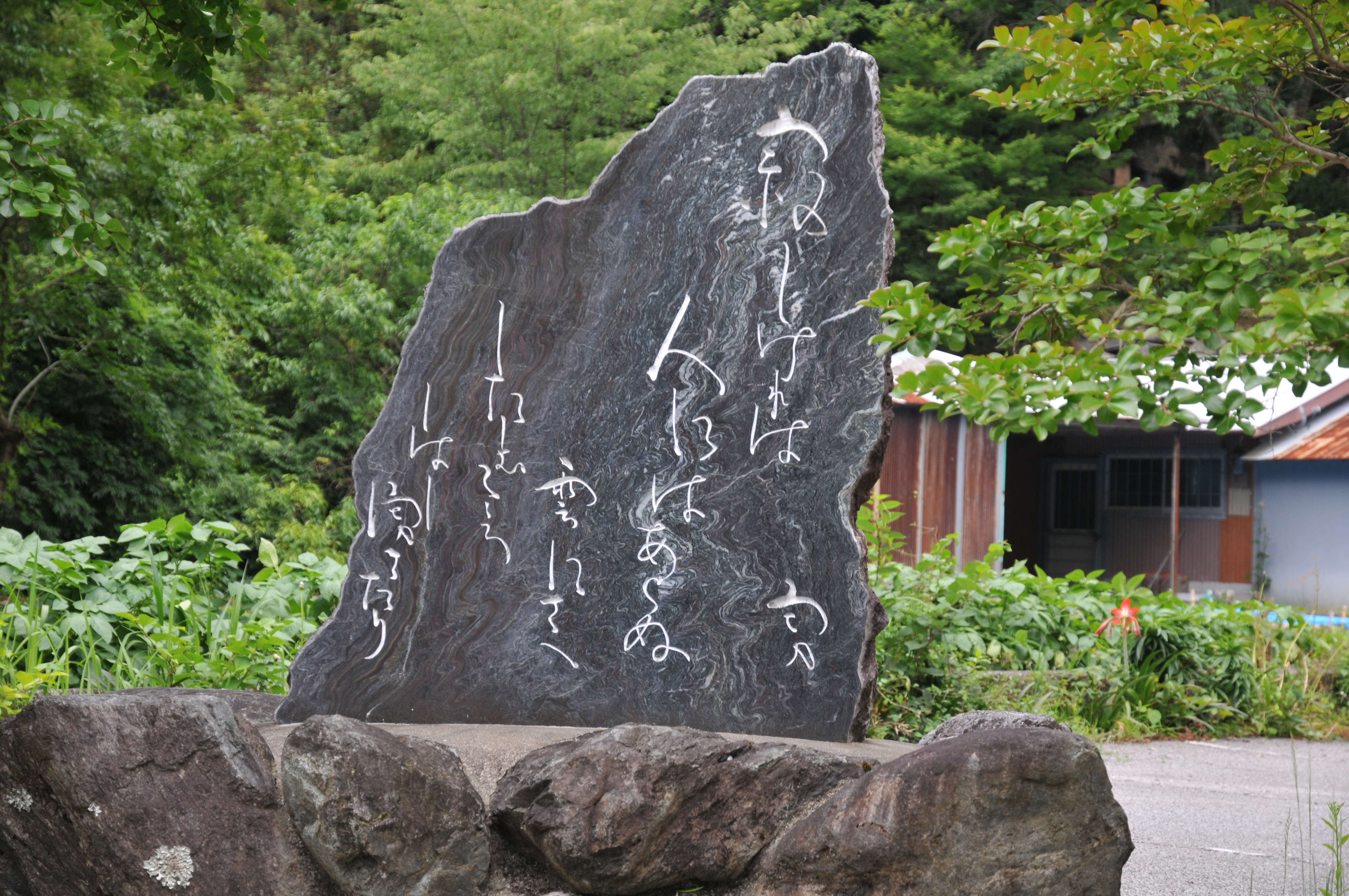
Plaque en sa mémoire.

Pour les articles homonymes, voir Yoshii.
Isamu Yoshii (吉井 勇), né le 8 octobre 1886 à Tokyo et mort à l'âge de 74 ans le 9 novembre 1960 dans cette même ville, est un poète de tanka et dramaturge japonais. Attiré par le romantisme européen dès son jeune âge, ses derniers travaux ont un style plus sobre.

## Biographie
Yoshii est issu de l'élite du district de Takanawa à Tokyo. Son grand-père, le comte Yoshii Tomosane, fut membre de la chambre des pairs, du Conseil privé et officiel au ministère de la maison impériale et sa tante est Ōyama Sutematsu, la femme du général Ōyama Iwao. Yoshii grandit d'abord dans la petite maison de son père à Kamakura où il emménage en 1887 et entre à la section primaire de l'école normale de Kamakura en 1891. L'année suivante, sa famille se réinstalle à Tokyo mais toute sa vie, Yoshii retourne régulièrement à Kamakura pour récupérer de sa maladie (tuberculose).
Il commence à écrire de petits versets de poésie alors qu'il est aux lycées juniors de Tokyo et de Kogyokusha.
Yoshii étudie brièvement les sciences politiques et économiques de l'université Waseda en 1908 et quitte l'établissement en cours d'année pour entrer au Tokyo Shin-shi Sha (« Société de la nouvelle poésie de Tokyo ») de Tekkan Yosano et commence à publier ses versets tanka dans la revue littéraire de la société, Myōjō (« Étoile brillante »). En tant que membre du cercle de cette revue, il rencontre et est influencé par Mori Ōgai, Bin Ueda et Hakushū Kitahara.

### Carrière littéraire
Yoshii quitte Myōjō pour former un nouveau groupe, nommé Pan no Kai, en compagnie de Hakushū Kitahara duquel il est proche par son intérêt commun du romantisme et de l'esthétisme. En 1909, avec le soutien de Mori Ōgai, Yoshii fonde une nouvelle revue littéraire, Subaru qui deviendra le lieu de lancement des jeunes poètes que l’on nommera les Tanbi –ha (« esthètes »).
En 1910, Yoshii  publie ses premiers recueils de tanka, dont l'un, Sakehogai (« Réjouissance »), décrit les joies et les peines d'un jeune poète enclin au vin et aux femmes. Ce recueil fait entrer son nom dans les cercles littéraires et est suivi par d'autres anthologies tanka, Sakujitsu made (« Jusqu'à jeudi »), Gion kashu (« Versets de Gion », 1915), et Tokyo kōtō shū (« Collection du quartier rouge de Tokyo », 1916).
Yoshii s'intéresse également au mouvement du Shingeki (« Nouveau théâtre »). Sa première pièce (en fait un montage de onze actes indépendants) intitulée Gogo Sanji (« 15 heures »), est publiée dans le Subaru en 1911, marquant ses débuts en tant que dramaturge. Elle est suivie par d'autres pièces dont Yumesuke to So to (« Yumesuke et le moine »), et Geinin (« Artiste comique »).
Pendant un voyage près de Shikoku, Kyūshū et Kyoto, il rejoint la radio d'art dramatique Kenkyukai où il rencontre Mantarō Kubota, à la demande de la Tokyo Broadcasting Corporation (future NHK), et sur laquelle il commence à animer des programmes radios en 1925. La même année, il réalise des scripts pour des pièces radiophoniques telles que Saigo no Seppun (« Le dernier baiser »), Gekijo Iriguchi no Hanjikan (« Une demi-heure à la porte du théâtre »), et Kamome no Shigai (« Mouette morte »). En 1927, sa pièce Ame no Yobanashi (« Histoires nocturnes sous la pluie »), qui parle d'un artiste errant mélancoliquement à travers le pays, est diffusée en tant que dramatique radio. L'histoire s'avère très populaire et procure à Yoshii un large auditorat.
Vers la fin de sa vie, Yoshii  réside dans une maison au pied du mont Hiei à Kyoto, et se rend régulièrement au quartier des divertissements de Gion. Chaque année le 8 novembre, un festival a lieu en sa mémoire et les geisha et les maiko de Gion déposent des gerbes de fleurs devant un monument où est inscrit l'un de ses versets :

« Peu importe ce qu'il disent 

J'aime Gion. 

Même dans mon sommeil 

Le son de l'eau 

Glisse sous mon oreiller. »

En 1948, Yosshi est nommé sélectionneur des poésies du nouvel an de l'agence impériale. Il meurt en 1960 à l'âge de 74 ans. Sa tombe se trouve au cimetière d'Aoyama à Tokyo.

## Source de la traduction
- (en) Cet article est partiellement ou en totalité issu de l’article de Wikipédia en anglais intitulé « Yoshii Isamu » (voir la liste des auteurs).